# Hồng Lỗi

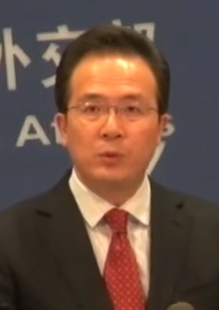
2016

Hồng Lỗi (tiếng Trung: 洪磊, Bính âm:Hóng Lěi) (1969-), là người Phú Dương, Chiết Giang, ông từng là một phát ngôn viên Bộ Ngoại giao Cộng hòa Nhân dân Trung Hoa.

## Tiểu sử
Hồng Lỗi tốt nghiệp Đại học Ngữ Ngôn Bắc Kinh năm 1991, và ông bắt đầu làm việc tại Bộ Ngoại giao sau đó.
- 1991-1992: Nhân viên Văn phòng Thông tin Bộ Ngoại giao, Tùy viên;
- 1992-1996: Tùy viên, Bí thư thứ ba tại Đại sứ quán TQ tại Hà Lan
- 1996-2000: Bí thư thứ ba, Phó Giám đốc Văn phòng thông tin Bộ Ngoại giao
- 2000-2004: Bí thư thứ hai của Tổng Lãnh sự quán TQ tại San Francisco
- 2004-2007: Bí thư thứ nhất; Giám đốc Văn phòng Thông tin Bộ Ngoại giao
- 2007-2010 Tham tán Văn phòng thông tin Bộ Ngoại giao;
- Năm 2010, Phó Tổng Giám đốc Văn phòng Thông tin Bộ Ngoại giao.[1]

Ông được cho là người tiếp nhận vị trí người phát ngôn của Tần Cương
Tháng 7 năm 2016, Hồng Lỗi nhậm chức Tổng lãnh sự Trung Quốc tại Chicago, Hoa Kỳ.